# Exclusive
Exclusive – określenie oprogramowania (zazwyczaj gry komputerowej lub konsolowej), wydawanego wyłącznie na jedną platformę sprzętowo-programową w wyniku podpisania umów na wyłączność pomiędzy producentem a dystrybutorem oprogramowania. Określenie jest używane głównie w celach marketingowych w przypadku znanych tytułów i ma za zadanie zachęcić potencjalnego klienta do zakupu konkretnego sprzętu i oprogramowania, aby móc korzystać z danego produktu.

## Przykłady oprogramowania:exclusive
| Platforma                 | Tytuły |
| ------------------------- | --- |
| Sony PSX                  | Gran Turismo, Gran Turismo 2 |
| Sony PS2                  | Gran Turismo 3: A-Spec, Gran Turismo 4, Final Fantasy X, Final Fantasy XII, Kingdom Hearts II, Dragon Quest VIII: Journey of the Cursed King |
| Sony PS3                  | Demon’s Souls, God of War III, Gran Turismo 5, Heavy Rain, Killzone 2, Killzone 3, LittleBigPlanet 2, MAG, Metal Gear Solid 4: Guns of the Patriots, MotorStorm: Pacific Rift, Resistance 2, SOCOM: Polskie Siły Specjalne, Sports Champions, Uncharted 2: Pośród złodziei, Uncharted 3: Oszustwo Drake’a, Final Fantasy Versus XIII, Ratchet & Clank Future: A Crack in Time, Ninja Gaiden Sigma 2, Valkyria Chronicles, The Last of Us, Resistance 3, Sports Champions 2, Beyond: Dwie dusze |
| Sony PlayStation Portable | Daxter, Resistance: Retribution, Crisis Core: Final Fantasy VII, Kingdom Hearts: Birth by Sleep, Metal Gear Solid: Portable OPS |
| Microsoft Xbox            | Forza Motorsport, Project Gotham Racing 2, Ninja Gaiden: Black, Dead or Alive 3 |
| Microsoft Xbox 360        | Crackdown, Halo 3, Halo Reach, Forza Motorsport 2, Forza Motorsport 3, Project Gotham Racing 3, Project Gotham Racing 4, Dead Rising, Ridge Racer 6 |
| Nintendo 64               | The Legend of Zelda: Majora’s Mask, Mario Kart 64, Super Smash Bros., Pokémon Stadium |
| Nintendo GameCube         | Super Smash Bros. Melee, The Legend of Zelda: The Wind Waker, Super Mario Sunshine, Metroid Prime, Metroid Prime 2: Echoes, Metal Gear Solid: Twin Snakes, Luigi’s Mansion, Resident Evil Zero |
| Nintendo Wii              | Final Fantasy Crystal Chronicles: The Crystal Bearers, Resident Evil: The Umbrella Chronicles, Wii Sports, Super Smash Bros. Brawl, Metroid Prime 3: Corruption, Metroid: Other M, New Super Mario Bros. Wii, Super Mario Galaxy 2, Mario Party 8 |
| Nintendo DS               | New Super Mario Bros., Pokémon HeartGold/SoulSilver, Kingdom Hearts 358/2 Days, Dragon Quest IX: Sentinels of the Starry Skies, The Legend of Zelda: Spirit Tracks, Pokémon Mystery Dungeon: Explorers of Sky |
| Nintendo 3DS              | Kid Icarus: Uprising, Dead Or Alive: Dimensions, Kingdom Hearts 3D: Dream Drop Distance, Luigi’s Mansion 2, Super Mario 3D Land |

## Rezygnacja ze statusuexclusive
Czasami po dłuższym czasie od premiery produktu twórcy decydują się stworzyć wersję na inne platformy. Taka sytuacja miała miejsce po wydaniu gier Fable i Jade Empire na PC (początkowo dostępne tylko na Xboksie) czy Metal Gear Solid oraz Metal Gear Solid 2 (początkowo tylko na PS2).
Zdarzają się również sytuacje, gdzie tytuły w produkcji są przedstawiane jako exclusive, jednak przed zakończeniem okresu produkcyjnego twórcy decydują się stworzyć wersje dla kilku platform. Przykładem takiej sytuacji jest zapowiedź gry Assassin’s Creed, która długo była zapowiadana jako exclusive dla konsoli PS3, jednak została przygotowana również wersja na Xboksa 360 i komputery PC.